# Mari Wilson
Mari Macmillan Ramsay Wilson (Londra, 29 settembre 1954) è una cantante britannica.

## Biografia
Mari Wilson è salita alla ribalta nel 1982, con la sua più grande hit Just What I Always Wanted, che ha raggiunto l'8ª posizione della Official Singles Chart, classifica dove ha poi piazzato altri otto brani. Il suo album d'esordio Showpeople è uscito nel 1983 e si è fermato alla numero 24 della classifica britannica. Ai BRIT Awards 1983 è stata candidata nella categoria Miglior artista solista femminile britannica mentre due anni dopo ha registrato Would You Dance with a Stranger come colonna sonora del film Ballando con uno sconosciuto. La cantante ha inoltre preso parte al musical teatrale Dusty.

## Discografia

### Album in studio
- 1983 – Showpeople
- 1991 – Rhythm Romance
- 2005 – Dolled Up
- 2008 – Emotional Glamour
- 2012 – Cover Stories
- 2016 – Pop Deluxe

### Raccolte
- 1998 – Hinda
- 2000 – Everything to Me
- 2004 – Still Doin' My Thing

### EP
- 1992 – I'm Coming Home

### Singoli
- 1980 – Love Man
- 1981 – Dance Card
- 1982 – Beat the Beat
- 1982 – Baby It's True
- 1982 – Just What I Always Wanted
- 1982 – (Beware) Boyfriend
- 1983 – Cry Me a River
- 1983 – Wonderful
- 1984 – Ain't That Peculiar
- 1984 – Let's Make This Last
- 1985 – Would You Dance with a Stranger
- 1991 – The Rhythm
- 1991 – My Funny Valentine
- 2005 – Storyline